# 科尔温湾
科尔温湾（英語：Colwyn Bay）是位於英國威爾斯西北海岸的一座城鎮，在行政區劃上屬康威自治市。現在科尔温湾已經發展為威爾斯北部第二大城鎮，也是威爾斯第16大城鎮。2001年人口普查時，科尔温湾有人口28,992人。
 维基共享资源上的相關多媒體資源：科尔温湾